# Jenny Rakotomamonjy
Jenny Rakotomamonjy (nacida en 1979), conocida por el seudónimo de Jenny, es una dibujante y animadora francesa nacida en Madagascar. Es cofundadora del estudio de cómics Chibimag.

## Biografía
Jenny Rakotomamonjy nació en Antananarivo, Madagascar, en 1979. A los 3 años, abandonó la isla con sus padres y se mudó a los suburbios de París. Estudió arte en el Centro Saint-Charles de la Universidad de París 1 Panteón-Sorbona, luego completó un programa de dos años de animación en Gobelins, l'École de l'image.
En 2002, Jenny, que firma sus trabajos sólo con su primer nombre, produjo su primer cortometraje de animación, Le Papillon, con Antoine Antin. El corto fue elegido para el Premio Canal J en el Festival Internacional de Cine de Animación de Annecy de ese año. Poco después, fue contratada por Marathon Animation para trabajar en el diseño de personajes para la serie Martin Mystery y en los guiones gráficos de Totally Spies!
Jenny lanzó su primer cómic, Pink Diary, de estilo manga shojo, en 2005. La serie Pink Diary, publicada por Delcourt en Francia,  ganó el premio 2006 a la Mejor Bande Dessinée de Estilo Manga de la revista francesa Animeland. Se mantuvo en emisión hasta 2008, después de lo cual Jenny lanzó una nueva serie, Mathilde, seguida de Sara et les Contes perdus. También ha trabajado en un spin-off de la serie La Rose écarlate de Patricia Lyfoung.
También en 2003 se convirtió en miembro fundadora del estudio de cómics Chibimag, a través del cual ha colaborado en varios fanzines de cómics.
Jenny vive en Eure-et-Loir, Francia, donde colabora frecuentemente con su marido, el también creador de cómics Alexis Coridun.
- Pink Diary (8 libros, serie completa)
- Mathilde (5 libros, serie completa)
- Sara et les contes perdus (6 libros, serie completa)
- La Rose écarlate - Misiones (6 libros, serie en curso)
- Comme un garçon (4 libros, serie completa)